# Kapela sv. Margarete (Peršaves)
Kapela sv. Petra  je rimokatolička građevina u mjestu Peršaves, općini Mače zaštićeno kulturno dobro.

## Opis dobra
Kapela se nalazi na groblju, na brežuljku iznad naselja Peršaves. Jednobrodnu kapelu čine četiri prostorne jedinice koje se nižu duž longitudinalne osi. Na zapadnoj je strani zidano predvorje iza kojega se nastavljaju zvonik, lađa i svetište s potpornjima. Pravokutna sakristija je smještena uz južnu stranu lađe. Usprkos kasnijim intervencijama, kapela je zadržala osnovne karakteristike sakralnih objekata 17. stoljeća, s malim svođenim svetištem i jednostavno oblikovanom lađom. Interijer kapele sv. Margarete prostorno je oblikovan skromno, ali s vrijednim baroknim inventarom kojeg čine glavni oltar sv. Margarete i bočni oltari sv. Jurja i sv. Josipa.

## Zaštita
Pod oznakom Z-2847 zavedena je kao nepokretno kulturno dobro - pojedinačno, pravnog statusa zaštićena kulturnog dobra, klasificirano kao "sakralna graditeljska baština".